# Healdton
Healdton is een plaats (city) in de Amerikaanse staat Oklahoma, en valt bestuurlijk gezien onder Carter County.

## Demografie
Bij de volkstelling in 2000 werd het aantal inwoners vastgesteld op 2786.
In 2006 is het aantal inwoners door het United States Census Bureau geschat op 2773, een daling van 13 (-0.5%).

## Geografie
Volgens het United States Census Bureau beslaat de plaats een oppervlakte van
37,3 km², waarvan 36,6 km² land en 0,7 km² water. Healdton ligt op ongeveer 277 m boven zeeniveau.

## Plaatsen in de nabije omgeving
De onderstaande figuur toont nabijgelegen plaatsen in een straal van 24 km rond Healdton.